# Pravo u 1310.
◄◄ | ◄ | 1307. | 1308. | 1309. | 1310.  | 1311. | 1312. | 1313. | ► | ►►
Arhitektura • Astronomija • Glazba • Knjige • Književnost • Kršćanstvo • Medicina • Pravo • Promet • Slikarstvo • Znanost
Pravo u 1310.

## Hrvatska i u Hrvata

### Događaji
- Lastovski statut

## Vanjske poveznice
|  | Zajednički poslužitelj ima još gradiva o temi Pravo |